# Skirt
Skirt（スカート）は、1995年にポニーキャニオンのTHE ALFEEのプライベートレーベルZeitからデビューした女性歌手グループ。
のちにワーナーミュージック・ジャパンに移籍したが、1998年に解散した。南青山少女歌劇団出身の2人組、堀川由理(ほりかわ ゆり)と十川貴美子(そがわ きみこ)（現：桜井美紀）の2人からなる。
THE ALFEEの高見沢俊彦プロデュースにより秋元康作詞による曲「スカートをはいた果実」でデビュー。以後も高見沢プロデュースによるシングル、アルバムを発売した。
歌唱指導は、元ガロのMARKこと、堀内護が担当した。

## メンバー
- 堀川由理（ほりかわ ゆり）
- 十川貴美子（そがわ きみこ）（現：桜井美紀）

## 音楽

### シングル
1. スカートをはいた果実 / あなたを忘れない（1995年9月1日）
ミュージカル『ドラえもん のび太の海底鬼岩城』挿入歌、南青山少女歌劇団ミュージカル『HEART ROCK MUSICAL 聖歌物語』劇中歌。C/W「あなたを忘れない」は前述の2つのミュージカルのテーマ曲であり、アニメ映画『ドラミ&ドラえもんズ ロボット学校七不思議!?』のエンディングテーマ曲。
2. READY STEADY GO! / HEY! HEY! LAZY GIRL!（1996年8月7日）
フジテレビ系『週刊スタミナ天国』オープニングテーマ、タカラ・ライツアウト「3OX」CMソング。PVが製作され、高見沢も出演していた。
3. MAGICAL:LABYRINTH// / Positive Girls（1996年11月7日）
テレビアニメ『ハーメルンのバイオリン弾き』前期オープニングテーマ曲。この曲は『ダンシング リカちゃん(タカラ)』のCMソングにも使用された。C/W「Positive Girls」は、南青山少女歌劇団『Heart Rock Musical 聖歌物語』の劇中歌。Skirtのシングル中、最高の売上を記録した。
4. 明日の鐘 / VIRGIN LOVE（1997年12月25日）
セガサターンソフト『アルカナ・ストライクス』エンディングテーマ曲。C/W「VIRGIN LOVE」は同ソフトのオープニングテーマ曲。Skirtとしてのラスト・リリースとなった。後にTHE ALFEEがセルフカバーしている（アルバム『Nouvelle Vague』に収録）。

### アルバム
- SCOPE　（1996年12月4日）

1. MAGICAL:LABYRINTH// (Album Mix)
2. BAD NEWS!X
3. SKIP! STEP!!
4. READY STEADY GO!
5. そばにいてほしい
6. ハートブレイカー
7. HEY! HEY! LAZY GIRL! (Album Mix)
8. スカートをはいた果実

## 出演

### ラジオ
- 坂崎さんの番組という番組（1996年 - 1997年、JFN系列）アシスタントレギュラー